# Kovač (ort i Nordmakedonien)
Kovač (makedonska: Ковач) är en ort i Nordmakedonien. Den ligger i den centrala delen av landet, 40 kilometer sydväst om huvudstaden Skopje. Kovač ligger 735 meter över havet och antalet invånare är 119.